# Godofredo Pacheco
Godofredo Pacheco (* 18. Oktober 1919 in Madrid; † 3. Mai 1974 ebenda) war ein spanischer Kameramann.

## Leben
Godofredo Pacheco, dessen Vater Juan Pacheco und zwei Brüder ebenfalls Kameraleute waren, führte in der Zeit des spanischen Bürgerkriegs ein eigenes Fotostudio. Nach dem anschließenden Militärdienst kam er als Kameraassistent zum Film. Als Chefkameramann war Pacheco ab 1955 überwiegend für billige und anspruchslose Western, Kriegsfilme und Horrorfilme verantwortlich, mehrfach mit den Regisseuren León Klimovsky und Jesús Franco Manera.

## Filmografie (Auswahl)
- 1961: Schreie durch die Nacht (Gritos en la noche)
- 1962: Der Teppich des Grauens (Il terrore di notte)
- 1963: Das Geheimnis der schwarzen Witwe
- 1965: Der Marquis – der Mann, der sich verkaufen wollte (El marques)
- 1970: Dracula jagt Frankenstein
- 1971: Zum Krepieren befohlen (Commando attack)
- 1973: Vier Teufelskerle (Campa carogna… la taglia cresce)
- 1973: Wilde Pferde (Valdez il mezzosangue) – ungenannt
- 1974: Nacktes Entsetzen (Un par de zapatos del '32)